# Shi Guihong
Shi Guihong (en chinois : 施桂红) est une footballeuse internationale chinoise née le 13 février 1968 à Tianjin. Elle évolue au poste d'attaquante durant sa carrière.

## Biographie

### En sélection
Shi Guihong est sélectionnée avec l'équipe de Chine pour participer à la Coupe du monde 1995. Elle dispute six matchs et inscrit trois buts durant le tournoi : un doublé contre l'Australie et un but contre le Danemark en phase de groupes. La Chine finit quatrième de la compétition.
Lors des Jeux olympiques en 1996, Shi joue les cinq rencontres du tournoi. Elle marque deux buts : un contre la Suède et un contre le Danemark en phase de groupes. Elle dispute la finale contre les États-Unis en tant que titulaire : la Chine perd sur le score de 1-2 et est médaillée d'argent de la compétition.